# Vincenzo di Napoli
Vincenzo (VI secolo – Napoli, dopo novembre 579) fu vescovo di Napoli nella seconda metà del VI secolo.

## Biografia
Secondo le Gesta episcoporum Neapolitanorum e il Catalogus episcoporum Neapolitanorum, Vincenzo è stato il 23º vescovo di Napoli, successore di Giovanni II e predecessore di san Reduce, e governò la sua Chiesa per 23 anni, nella seconda metà del VI secolo.
Le medesime fonti attribuiscono a Vincenzo la costruzione di una chiesa dedicata a San Giovanni Battista, dove oggi si trova la basilica di San Giovanni Maggiore e la costruzione di un battistero nei pressi della basilica Stefania. Le scoperte archeologiche in questi due edifici hanno confermato le notizie di queste antiche fonti; infatti sono stati riportati alla luce un capitello con il monogramma di Vincenzo, e un mosaico pavimentale con un'iscrizione che riporta il suo nome.
Vincenzo fu destinatario di una lettera di papa Pelagio I, scritta tra settembre 558 e febbraio 559, con la quale il papa affidò ai vescovi di Napoli, di Pozzuoli e di Miseno il compito di risolvere una disputa sorta tra l'ecclesia Vulturnina e l'ecclesia Pariensis (presso Liternum ?).
Secondo la cronologia del suo successore, Reduce, Vincenzo sarebbe morto dopo la salita al soglio pontificio di papa Pelagio II, ossia dopo il 26 novembre 579.